# NBA All-Star Legends Game
 (octobre 2023).
Si vous disposez d'ouvrages ou d'articles de référence ou si vous connaissez des sites web de qualité traitant du thème abordé ici, merci de compléter l'article en donnant les références utiles à sa vérifiabilité et en les liant à la section « Notes et références ».
Le NBA All-Star Legends Game (également appelé Legends Classic) était un match opposant d'anciens joueurs de NBA de 1984 à 1993. Il se tenait durant le NBA All-Star Weekend. Comme le All-Star Game, deux équipes, l'Est et l'Ouest s'opposaient. Le Legends Game avait lieu le samedi avant les deux concours de dunks et de tirs à trois points. La NBA a mis un terme au NBA Legends Classic en 1994 à cause des fréquentes blessures des joueurs. Le Shooting Stars Competition a remplacé cette compétition.
| Année | Score                 |
| 1984  | Est 63, Ouest 64      |
| 1985  | Est 63, Ouest 53      |
| 1986  | Est 44, Ouest 53      |
| 1987  | Est 43, Ouest 54      |
| 1988  | Est 47, Ouest 45 (OT) |
| 1989  | Est 53, Ouest 54      |
| 1990  | Est 37, Ouest 36      |
| 1991  | Est 41, Ouest 34      |
| 1992  | Est 38, Ouest 46      |
| 1993  | Est 58, Ouest 45      |